# Aparat przykłębuszkowy

Aparat przykłębuszkowy zaznaczono na rysunku

Aparat przykłębuszkowy (łac. apparatus iuxtaglomerularis rzadziej complexus iuxtaglomerularis; od iuxta – przy + glomerularis – kłębuszek) – narząd receptorowo-wydzielniczy nerki, w którego skład wchodzą: komórki przykłębuszkowe, komórki plamki gęstej i komórki mezangium zewnętrznego. Dawniej do aparatu przykłębuszkowego zaliczano także komórki okołonaczyniowe (komórki Bechera).

## Komórki przykłębuszkowe
Komórki te są modyfikowanymi pericytami tętniczek kłębuszków (głównie tętniczki doprowadzającej). Znane także jako komórki ziarniste z powodu widocznych ziaren w cytoplazmie. Komórki te wydzielają reninę w odpowiedzi na:
- stymulację receptorów adrenergicznych β1,
- spadek ciśnienia perfuzji nerek (wykrytego bezpośrednio przez komórki ziarniste),
- zmniejszenie stężenia Na w płynie cewkowym kanalika dystalnego[4].

## Komórki plamki gęstej
Komórki plamki gęstej są zmienionymi komórkami nabłonka kanalika dystalnego. Plamka gęsta reaguje na stężenie chlorku sodu (NaCl) w kanaliku dalszym oraz wydziela lokalnie (parakrynnie) wazopresynę, która działa na tętniczkę doprowadzającą i powoduje spadek filtracji kłębuszkowej, w mechanizmie cewkowo-kłębuszkowego sprzężenia zwrotnego (ang. tubulo-glomerular feedback, TGF). Wzrost filtracji kłębuszkowej lub niewłaściwe wykorzystanie sodu w proksymalnym kanaliku lub części grubej ramienia wstępującego pętli nefronu przenosi płyn do kanalika dalszego, co powoduje nieprawidłowo wysokie stężenie sodu. Kotransporter Na+/Cl- przenosi sód do komórek plamki gęstej. Komórki te nie mają wystarczającej ilości Na+/K+ ATP-azy na powierzchni podstawno-bocznej aby całkowicie usunąć sód, więc dochodzi do zwiększenia ich osmolarności.

## Funkcje aparatu przykłębuszkowego
Funkcja receptorowa – za nią odpowiedzialne są komórki plamki gęstej, które pełnią funkcję osmoreceptorów (reagują na zmianę ciśnienia osmotycznego moczu w kanaliku II rzędu). Sygnał ten przekazują przez komórki mezangium zewnętrznego do komórek przykłębuszkowych.
Funkcja wydzielnicza – komórki przykłębuszkowe mają zdolność wytwarzania reniny – enzymu, który rozpoczyna kaskadę reakcji w układzie renina-angiotensyna-aldosteron (ang. renin-angiotensyn-aldosteron system, RAAS). Efektem działania angiotensyny jest wzrost ciśnienia krwi i indukcja wydzielania aldosteronu.